# Twierdzenie ergodyczne Birkhoffa
Twierdzenie ergodyczne Birkhoffa – jedno z najważniejszych twierdzeń teorii ergodycznej. Opisuje zachowanie średnich wartości funkcji całkowalnych w sensie Lebesgue’a przy stosowaniu na danej zmiennej przekształcenia ergodycznego. Nosi nazwisko George’a D. Birkhoffa.

## Treść twierdzenia
Niech {\displaystyle (X,{\mathcal {F}},\mu )} będzie przestrzenią probabilistyczną oraz niech {\displaystyle T\colon X\to X} będzie przekształceniem zachowującym miarę ({\displaystyle \mu (T^{-1}A)=\mu (A)} dla wszystkich {\displaystyle A\in {\mathcal {F}}}) i ergodycznym (jeśli {\displaystyle T^{-1}A=A}, to {\displaystyle \mu (A)=0} lub {\displaystyle \mu (A)=1}). Wówczas, dla dowolnej funkcji {\displaystyle f\in L^{1}(\mu ),}
{\displaystyle \lim _{N\to \infty }{\frac {1}{N}}\sum _{n=0}^{N-1}f(T^{n}x)=\int _{X}f\;d\mu }
dla {\displaystyle \mu }-prawie wszystkich {\displaystyle x\in X} (tzn. że zbiór {\displaystyle x\in X,} które nie spełniają powyższego warunku, ma miarę równą 0).

## Motywacja
Twierdzenie ergodyczne Birkhoffa ma zastosowanie przy wielu problemach. Przedstawmy kilka przykładów. Zakładamy, że {\displaystyle (X,{\mathcal {F}},\mu )} jest przestrzenią probabilistyczną, a {\displaystyle T\colon X\to X} zachowuje miarę.
- Niech {\displaystyle E\in {\mathcal {F}}} będzie pewnym zbiorem, który chcemy analizować. Dla {\displaystyle x\in X,} ile spośród elementów zbioru {\displaystyle \{x,\;Tx,\;T^{2}x,\;\ldots \}} będzie należeć do {\displaystyle E}?
- Rozważmy {\displaystyle X} będące okręgiem jednostkowym i przekształcenie {\displaystyle T_{\alpha }(x)=x+\alpha \;({\text{mod}}\;1)} dla liczby niewymiernej {\displaystyle \alpha .} Jak wówczas zachowują się wartości {\displaystyle T^{n}x} przy {\displaystyle n\to \infty }?
- Twierdzenie Borela o liczbach normalnych. Prawie wszystkie liczby z przedziału {\displaystyle [0,1)} są normalne w systemie binarnym, tzn. częstość występowania cyfry 1 w ich rozwinięciach wynosi {\textstyle {\frac {1}{2}}.}

## Przekształcenia jednoznacznie ergodyczne
Przekształcenie {\displaystyle T\colon X\to X} nazwiemy jednoznacznie ergodycznym (ang. uniquely ergodic), jeśli istnieje dokładnie jedna miara {\displaystyle \mu ,} którą {\displaystyle T} zachowuje. Udowodnienie, że {\displaystyle T} jest przekształceniem jednoznacznie ergodycznym pozwala z twierdzenia Birkhoffa wyeliminować warunek {\displaystyle \mu }-prawie wszystkich elementów {\displaystyle X} i zastąpić go wszystkimi {\displaystyle x\in X.}
Twierdzenie. Niech {\displaystyle (X,{\mathcal {F}},\mu )} będzie przestrzenią probabilistyczną i niech {\displaystyle T\colon X\to X.} Przekształcenie {\displaystyle T} jest jednoznacznie ergodyczne wtedy i tylko wtedy, gdy istnieje dokładnie jedna miara {\displaystyle \mu ,} dla której {\displaystyle T} jest przekształceniem zachowującym miarę i taka, że dla dowolnej funkcji {\displaystyle f\in L^{1}(\mu )} zachodzi
{\displaystyle \lim _{N\to \infty }{\frac {1}{N}}\sum _{n=0}^{N-1}f(T^{n}x)=\int _{X}f\;d\mu }
dla wszystkich {\displaystyle x\in X.}